# Łożysko toroidalne
Łożysko toroidalne – łożysko toczne z elementami tocznymi w kształcie wałeczków przypominających te w łożysku igiełkowym, ale o pobocznicy z krzywizną zbliżoną do cechującej rolki w łożysku baryłkowym. 
Dzięki temu połączeniu otrzymano cechy funkcjonalne zarówno łożyska igiełkowego (niewielkie wymiary i samonastawność wzdłużna), jak i baryłkowego (wysoka obciążalność promieniowa, samonastawność kątowa). Może być ono stosowane jako zamiennik łożyska baryłkowego bez większych zmian konstrukcyjnych (jedynie z tuleją korygującą średnicę zewnętrzną). Montaż i demontaż łożyska toroidalnego przebiega tak samo jak baryłkowego.
Łożyska toroidalne praktycznie eliminują korozję cierną z węzłów łożyskowych, dlatego uważane są za łożyska toczne o największej trwałości. Są one opatentowane i produkowane jedynie przez szwedzką firmę SKF.